# لاکهید ال-۱۰۴۹ سوپر کانستلیشن
لاکهید ال-۱۰۴۹ سوپر کانستلیشن (انگلیسی: Lockheed L-1049 Super Constellation) یک هواپیمای آمریکایی و عضوی از خانواده هواپیماهای کانستلیشن شرکت لاکهید کورپوریشن است. مدل ال-۱۰۴۹، پاسخ لاکهید به هواپیمای تجاری موفق شرکت داگلاس (دی سی-۶) بود که در سال ۱۹۵۰ میلادی برای اولین بار به پرواز درآمده است. این هواپیما تنها برای نیروی دریایی و هوایی ایالات متحده و به منظور ترابری و هواپیمای اخطار زودهنگام (آواکس) تولید شد.

## توسعه
از سال ۱۹۴۳ میلادی، لاکهید در پی طراحی یک مدل کشیده تر از خانواده هواپیماهای کانستلیشن بود. اولین آنها مدل:ال-۰۴۹بود با بدنه‌ای که ۴ متر طولانی‌تر بود.

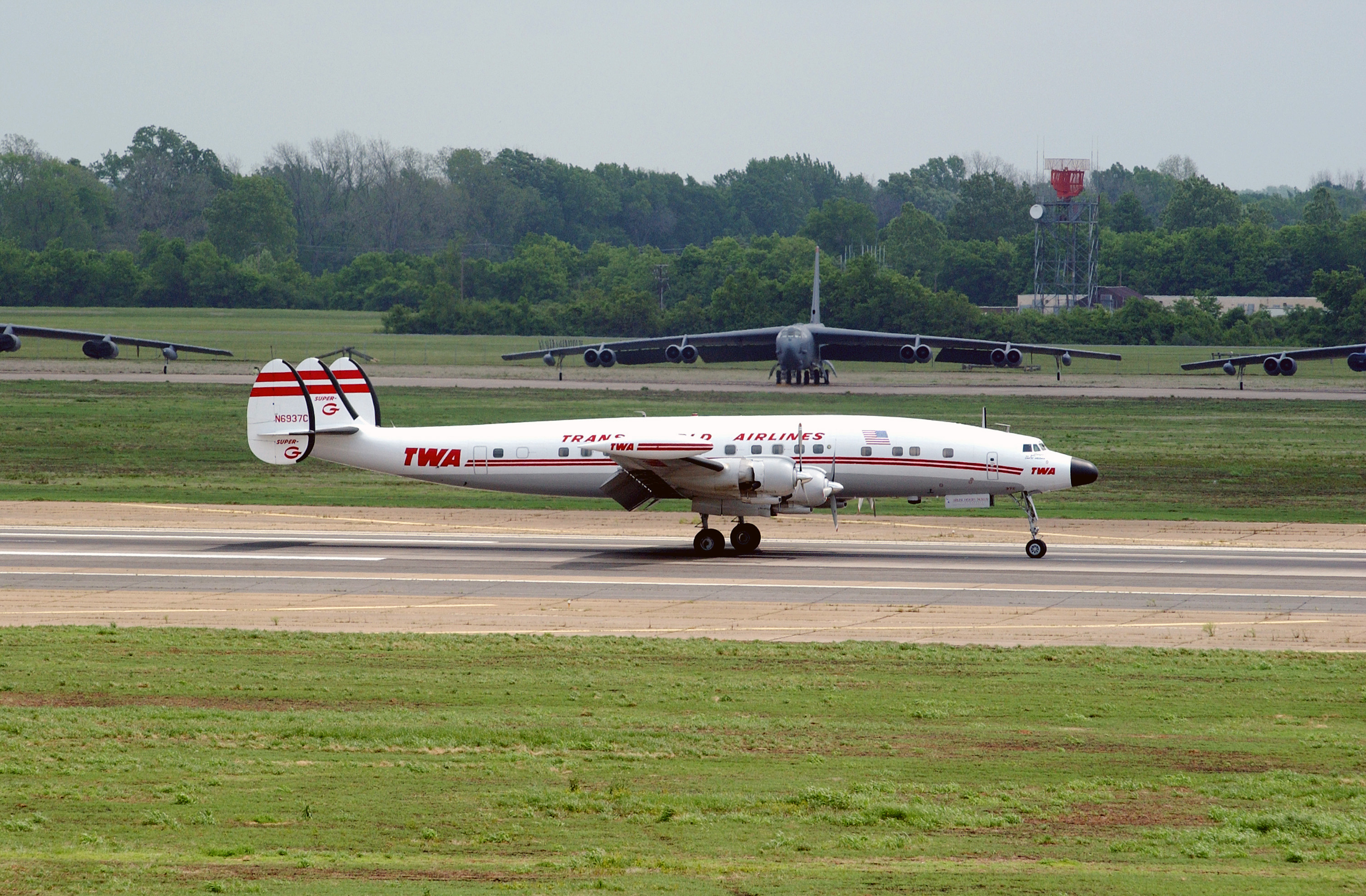
سوپر کانستلیشن TWA در پایگاه هوایی بارکزدیل، لوئیزیانامدل

 بعدی لاکهید ال ۷۴۹ کانستلیشن با طول بدنه‌ای ۵٫۵ متر بیشتر. این دو مدل به دلیل موتورهای نامناسب در بازار غیرنظامی توفیقی کسب نکردند. ایده و طرحی سوپر کانستلیشن، پس از ظهور هواپیمای جدید رقیب شروع شد. هنگامی که داگلاس هواپیمای کشیده تر دی سی-۶ را برای ترابری هوایی به بازار عرضه کرد. دی سی-۶آ برای هر دو کاربرد تجاری و نظامی طراحی شده بود. داگلاس به زودی نوع مسافری دی سی-۶ب ارائه کرد. دی سی-۶ب قادر به حمل ۲۳ مسافر بیشتر از نوع ال-۷۴۹ لاکهید بود.

## تاریخچه کاربری
اولین تولید ال-۱۰۴۹ در ۱۴ ژوئیه ۱۹۵۱ پرواز کرد و گواهینامه‌های مربوطه را در نوامبر ۱۹۵۱ دریافت کرد. نسخه توربو کمپوند موتور آر-۳۳۵۰ هنوز برای

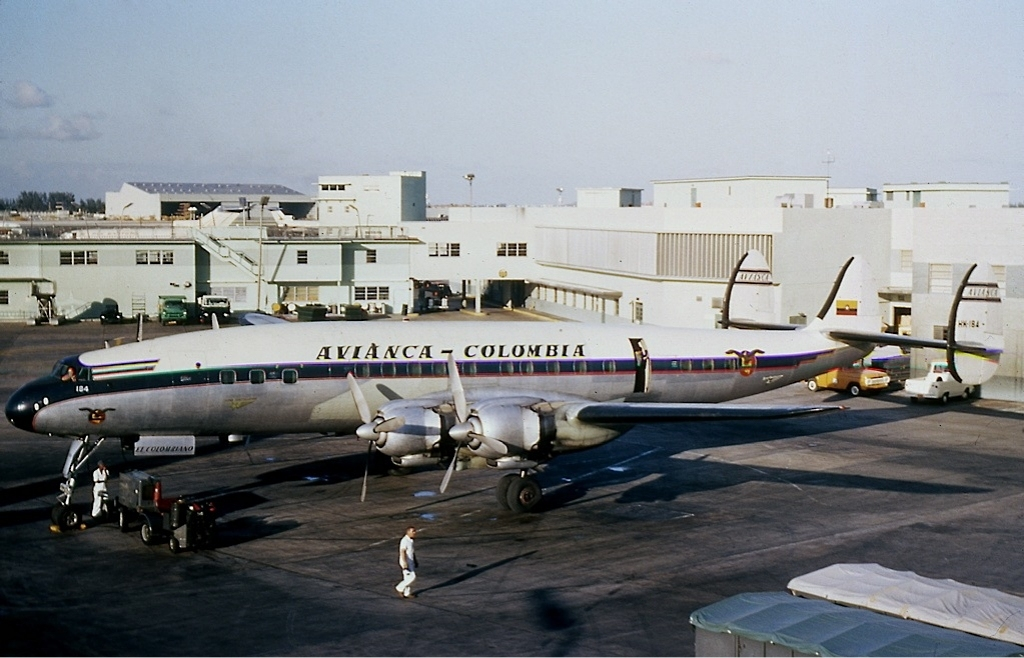
سوپر کانستلیشن خطوط هوایی اویانکا

استفاده‌های تجاری در دسترس نبود و لاکهید از نمونه ضعیفتر استفاده نکرد. شروع خدمت تجاری این هواپیما در دسامبر ۱۹۵۱ با خطوط هوایی اِشترن و پرواز میامی به نیویورک آغاز شد. شرکت اِشترن بعدها مدلهای ال-۱۰۴۹سی و ال-۱۰۴۹جی را به خدمت گرفت. ال-۱۰۴۹اس در سال ۱۹۵۲ در
شرکت تی دبلیو اِی پرواز کرد. در سال ۱۹۵۵، تی دبلیو اِی با مدل:ال-۱۰۴۹جی اس شروع به سرویس دهی بر فراز اقیانوس اطلس کرد. خطوط هوایی نورث وست اُریِنت با مدل:ال-۱۰۴۹جی اس پرواز سیاتل، واشینگتن به اوکیناوا، ژاپن و مانیل را در سالهای ۱۹۵۵ تا ۱۹۵۷ میلادی سرویس دهی می‌کرد.

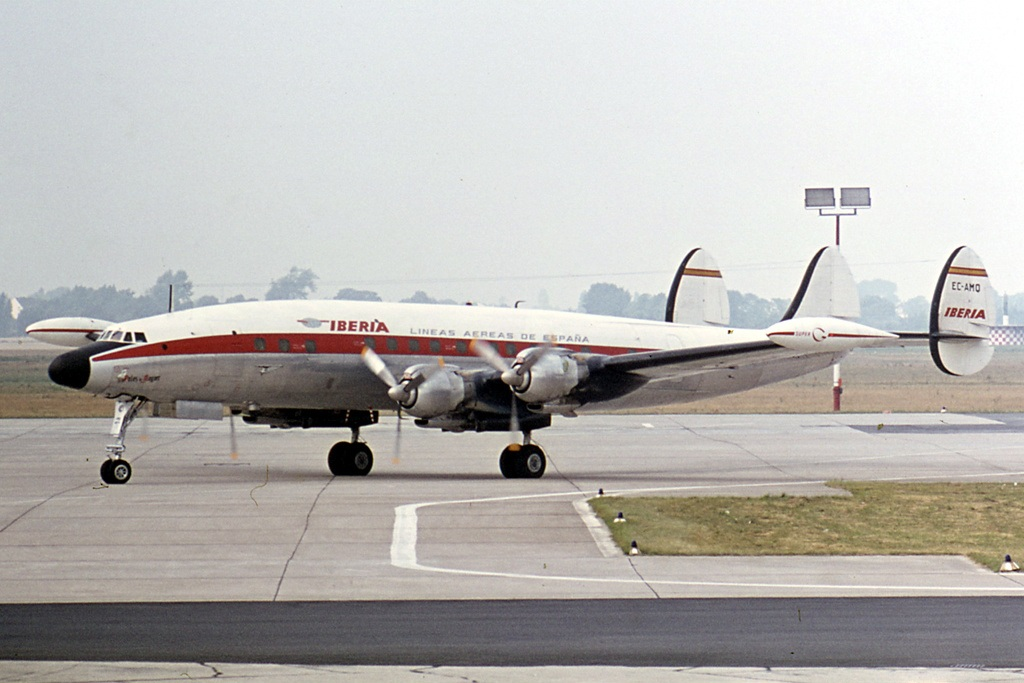
سوپر کانستلیشن L-1049G خطوط هوایی ایبریا

## انواع
- لاکهید کانستلیشن
- لاکهید ال-۰۴۹ کانستلیشن
- لاکهید ال-۶۴۹ کانستلیشن
- لاکهید ال ۷۴۹ کانستلیشن
- لاکهید ال-۱۲۴۹سوپرکانستلیشن
- لاکهید ال-۱۶۴۹ استارلاینر
- لاکهید سی-۶۹ کانستلیشن
- لاکهید سی-۱۲۱ کانستلیشن
- لاکهید ای سی-۱۲۱وارنینگ استار

## مدلهای تجاری-تعداد ساخته شده
- اِل-۱۰۴۹

نسخه اولیه تعداد تولید شده: ۲۴ فروند.
- اِل-۱۰۴۹سی

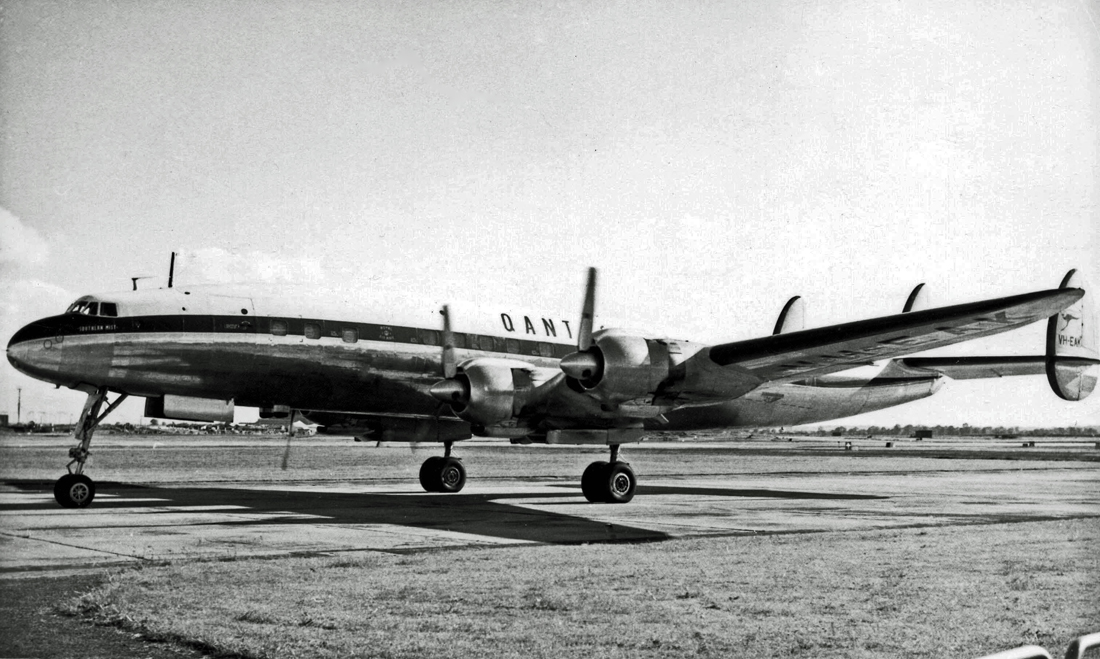
سوپر کانستلیشن L1049 کانتاس

نمونه تجاری مدل:ال-۱۰۴۹بی، پیشرانه چهار موتور R-3350 972-TC-18DA-۱ توربو کمپوند - ۴۸ فروند.
- اِل-۱۰۴۹دی

نمونه ساخته شده ویژه ترابری برای شرکت سی بُرد اند وسترن ایرلاینز با همان موتورهای اِل-۱۰۴۹سی. ۴ فروند.
- اِل-۱۰۴۹ایی

نمونه مسافربری ال-۱۰۴۹دی ۲۸ فروند
- اِل-۱۰۴۹جی

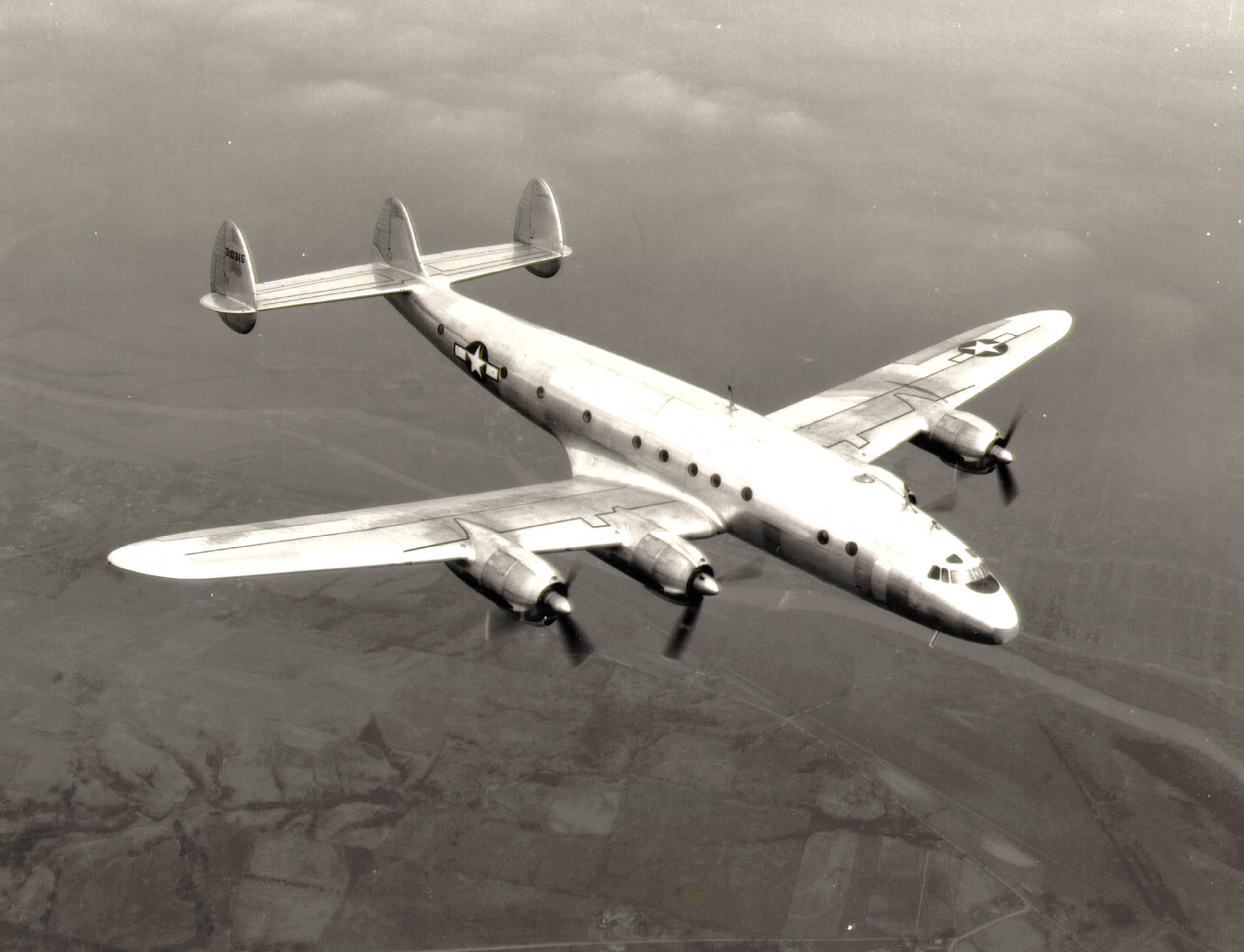
کانستلیشن C-69 نظامی

اِل-۱۰۴۹سی با افزایش حداکثر وزن برخاست (MTOW) و چهار موتور: R-3350 972-TC-18DA-۳. گزینه‌های مخازن نوک بال و رادار ویژه آب و هوا قابل انتخاب بود.

## مشخصات

### مشخصات اصلی
- خدمه: ۴
- ظرفیت: ۴۷ تا ۱۰۶ مسافر
- طول:۳۴٫۶۲ متر
- پهنای دوسر بال:۳۷٫۴۹ متر
- ارتفاع:۷٫۵۴ متر
- مساحت بال:۱۵۳٫۲۹ مترمربع
- نسبت ابعاد:۹٫۱۷
- وزن خالی:۳۱٫۳۰۰ کیلوگرم
- حداکثر وزن برخاست:۵۴٫۴۳۱ کیلوگرم
- پیشرانه: ۴موتور نوع Wright R-۳۳۵۰ ۹۷۲-TC-18DA-۱ رادیال ۳٬۲۵۰ اسب بخار نیرو هر کدام

سه نما از سوپر کانستلیشن

### عملکرد
- حداکثر سرعت:۵۳۱ کیلومتر بر ساعت
- سرعت کروز:۴۸۹ کیلومتر بر ساعت
- برد:۸٬۲۸۸ کیلومتر
- سقف پرواز:۷٬۸۳۳ متر